# 苏托舒单抗
苏托舒单抗（INN：Suvratoxumab；开发代号：MEDI4893）是一种人单克隆抗体，设计用于预防金黄色葡萄球菌引起的医院获得性肺炎。该药物由MedImmune公司（阿斯利康子公司）开发。